# フランツ・カイザー
| 717 ヴィシバダ         | 1911年8月26日  |
| 720 ボーリニア         | 1911年10月18日 |
| 721 タボラ             | 1911年10月18日 |
| 738 アラガスタ         | 1913年1月7日   |
| 742 エディソナ         | 1913年2月23日  |
| 743 エウゲニシス       | 1913年2月25日  |
| 745 マウリティア       | 1913年3月1日   |
| 746 マールー           | 1913年3月1日   |
| 759 ヴィニフェラ       | 1913年8月26日  |
| 760 マシンガー         | 1913年8月28日  |
| 761 ブレンデリア       | 1913年9月8日   |
| 763 クピド             | 1913年9月25日  |
| 764 ゲダニア           | 1913年9月26日  |
| 765 マッティアカ       | 1913年9月26日  |
| 766 モグンティア       | 1913年9月29日  |
| 773 イーミントラウト   | 1913年12月22日 |
| 777 グーテンベルガ     | 1914年1月24日  |
| 778 テオバルダ         | 1914年1月25日  |
| 786 ブレディキナ       | 1914年4月20日  |
| 788 ホーヘンシュタイナ | 1914年4月28日  |
| 1265 シュバイカーダ    | 1911年10月18日 |

フランツ・カイザー（Franz Kaiser、1891年 - 1962年）は、ドイツの天文学者である。

## 人物
ヴィースバーデンに生まれた。1911年から1914年までハイデルベルク天文台で観測員として働き、その間に21個もの小惑星を発見した。
なお、小惑星(3183)のフランツ・カイザーは、彼に因んで命名された。